# 2496 Fernandus
2496 Fernandus (1953 TC1) là một tiểu hành tinh vành đai chính được phát hiện ngày 8 tháng 10 năm 1953 bởi Đài thiên văn Goethe Link ở Brooklyn.